# 黑斯林根
黑斯林根是德国下萨克森州的一个市镇。总面积82.31平方公里，总人口4814人，其中男性2425人，女性2389人（2011年12月31日），人口密度58人/平方公里。